# Alex O'Loughlin
Alex O'Loughlin (rođen 24. kolovoza 1976.) australski je glumac koji trenutno glumi jednu od glavnih uloga, Stevea McGarretta, u CBS-ovoj televizijskoj seriji Hawaii Five-0. Glumio je u filmovima kao što su Oyster Farmer (2004.) i Plan B (2010.).

## Rani život
O'Loughlin je rođen 24. kolovoza 1976. u Canberri, Australija. Otac mu je profesor fizike i astronomije u Sydneyu, a majka medicinska sestra. U mladosti bolovao je od astme, ADHD-a i OKP-a. 1999. godine upisao je Nacionalni institut dramske umjetnosti u Sydneyu.

## Osobni život
O'Loughlin je oženjen Maliom O'Loughlin (prije Jones) s kojom ima jedno zajedničko dijete, sina Liona O'Louglina (rođ. 2012.), dijete iz njegove prijašnje veze, sina Saxona O'Loughlina (rođ. 1997.) i sina Spikea (rođ. 2009.) iz Malijine prijašnje veze. Trenutno žive na Havajima.

## Vanjske poveznice
- Alex O'Loughlin na IMDb-u